# Màgnia Úrbica
Màgnia Úrbica, en llatí Magnia Urbica, fou una dama romana coneguda únicament perquè apareix a diverses monedes, i que alguns suposen que estava casada amb Maxenci i altres que fou una de les dones de Carí.
Les monedes portes la inscripció MAGNIA (s. MAGN.) URBICA AUG., o MAGNIAE URBICAE AUG., i a l'altre costat PUDICITIA AUG., i una d'elles porta també la llegenda IMP. CARINUS AUG., i a la part de darrere MAGNIA URBICA AUG. Una part dels numismàtics pensen que podria ser una falsificació. Aquesta emperadriu no és mencionada per cap historiador.